# Laketon (Indiana)
Laketon – jednostka osadnicza w Stanach Zjednoczonych, w stanie Indiana, w hrabstwie Wabash.